# Zlobni mrtveci (film, 2013)
Zlobni mrtveci (izviren angleški naslov: Evil Dead) je ameriška nadnaravna grozljivka iz leta 2013, delo scenarista in režiserja Fedea Alvareza. Film je četrti po vrsti iz istoimenske filmske serije.
Film je Alvarezov režiserski prvenec, zanj ga je pa izbral Sam Raimi. Vlogo producentov so imeli Raimi, Bruce Campbell in Robert G. Tapert. Raimi je tudi scenarist, režiser in producent prvotnih treh delov. Glasbo zanj je ustvaril Španec Roque Baños.
Zlobni mrtveci so bili posneti na Novi Zelandiji, blizu Aucklanda, snemanje pa je trajalo manj kot en mesec. Film je doživel svojo premiero na festivalu South by Southwest 8. marca 2013 in požel prodajni uspeh: ob proračunu 19 milijonov USD je prinesel 147 milijonov USD prihodkov in postal najdonosnejši del serije. Leta 2023 je izšlo novo nadaljevanje, Zlobni mrtveci 5.

## Vsebina
V gozdu nekaj mož ugrabi prestrašeno dekle. Dekle, za katero se izkaže, da je obsedena z demonom, zvežejo v kleti neke koče. Njen oče jo zažge in ustreli.
David (Shiloh Fernandez) in njegovo dekle Natalie (Elizabeth Blackmore), se dobita v isti koči z njegovo mlajšo sestro Mio (Jane Levy). Tam sta še njihova prijatelja Eric (Lou Taylor Pucci) in Olivia (Jessica Lucas) ter Davidov pes. Dobili so se z namenom, da bi Mio odvadili odvisnosti od heroina. Izve se, da se je David pred leti odselil v drugo mesto in pustil Mio, da sama skrbi za njuno umirajočo mamo. Eric pripomni, da se je David precej oddaljil od njih, vendar je Olivia prepričana, da je David spet takšen kot je bil.
Skupina odkrije klet v koči, kjer najde gnijoča živalska trupla, puško in knjigo z naslovom Naturom Demonto. Eric, ki ima nekaj znanja o čarovništvu, začne knjigo preučevati. Kljub opozorilom v knjigi prebere nekaj stavkov na glas in zbudi zlobne sile. Te zletijo naravnost v Mio, ki se nahaja sama pred kočo.
Mia začne nekoga videvati v gozdu in prosi skupino, da bi odšli. Ostali jo zavrnejo, saj verjamejo, da trpi šok zaradi odtegnitve. Mia zato ukrade avtomobilske ključe in se odpelje stran, vendar ji skrivnostno dekle povzroči prometno nesrečo. Mia se poskuša vrniti v kočo, vendar jo zagrabijo drevesne veje. Dekle, ki zgleda kot obsedena Mia, iz svojih ust spusti nekakšne črne ovijalke, ki zlezejo v Mio in jo obsedejo. 
David in Olivia najdeta Mio in jo odvedeta nazaj v kočo, a ignorirata njena opozorila. David najde svojega psa mrtvega in zanj obtoži Mio. V kopalnici jo najde, kako se poskuša popariti z vrelo vodo, kar Erica spomni na prizor iz čarovniške knjige. David jo poskuša odpeljati v bolnišnico, vendar obilno deževje povzroči poplavo, ki mu prepreči nadaljevanje poti.
Obsedena Mia rani Davida, zagrozi ostalim s smrtjo in pade v nezavest. Ko Olivia skuša priti do pištole, jo zagrabi Mia in na njen obraz izbruha kri. Mio nato zaklenejo v klet. Olivia se odpravi v kopalnico, da bi se umila, vendar tudi ona postane obsedena. Eric jo gre pogledat in jo zaloti, kako se reže po licih kot še v enem prizoru iz knjige. Olivia ga napade in Eric jo vrže, da z glavo udari v straniščno školjko. Ko ga poskuša napasti še enkrat, Eric vzame kos zlomljene straniščne školjke in jo z njim ubije. 
Mia v joku prosi Natalie, naj odpre vrata kleti. Ko Natalie vstopi v klet, jo Mia napade, žali in se samopoškoduje. Medtem ko David oskrbuje Ericove rane, mu ta pove vse, kar ve. Po knjigi sodeč mora demon, imenovan Jemalec duš, vzeti pet duš, da lahko izpusti bitje, imenovano Abomination. David sliši Nataliene krike in jo reši ter z verigami zaklene vrata kleti.
Natalie opazi, da se na mestu, kjer jo je ugriznila Mia širi nekakšna okužba. To poskuša ustaviti tako, da si odreže roko, na kateri se okužba širi. Eric pojasni Davidu, da mora biti Mia »očiščena« tako, da jo živo pokopljejo, razkosajo ali živo zažgejo. Očiščenje jo bo rešilo obsedenosti. Medtem postane obsedena še Natalie. Erica ustreli s pištolo za žeblje in ga nato pretepe s kijem, kar ga še bolj rani. David odstreli Natalieno drugo roko s puško. Demon zapusti Natalie in ta izkrvavi.
David odnese težko ranjenega Erica ven, odločen, da bo zažgal kočo z Mio v njej. Toda Mia začne peti pesem njune mame, zato se David odloči, da jo bo raje živo pokopal. Skoplje grob in se odpravi po Mio. Ta ga napade in poskuša utopiti. Eric Mio onesposobi, vendar je med tem zaboden, zato umre. David živo zakoplje Mio in jo, takoj ko izgubi zavest, izkoplje ter oživi z improviziranim defibrilatorjem. Demon je tako izgnan. Ko pa se David vrne v kočo po avtomobilske ključe, ga v vrat zabode obsedeni. Preden umre, kočo zaklene in jo zažge ter tako ubije sebe in Erica.
Abomination, ki je pridobil že štiri duše, vstane iz tal in iz neba začne deževati kri. Mia se začne z njim boriti in mu z motorno žago odžaga noge, on pa prevrne Davidov džip, ki pade na Miino roko. Mia se reši, vendar izgubi roko. Nato vzame motorno žago in Abominationa prežaga na polovico. Njegovo truplo potone v zemljo in krvavi dež preneha. Sonce zasije in Mia se, izmučena zaradi dogodkov, odpravi v gozd. Naturom Demonto leži na tleh in se zapre sam od sebe.
Po odjavni špici se pokaže postarani Ash Williams, ki reče »groovy« in pogleda v kamero.

## Igralci
- Jane Levy kot Mia Allen
- Shiloh Fernandez kot David Allen
- Lou Taylor Pucci kot Eric
- Jessica Lucas kot Olivia
- Elizabeth Blackmore kot Natalie
- Jim McLarty kot Harold
- Phoenix Connolly kot najstnik
- Sian Davis kot starka
- Stephen Butterworth kot moški brez zob
- Karl Willetts kot moški z dolgimi lasmi
- Randal Wilson kot jemalec duš
- Rupert Degas kot demon (glas)